# Pegomya angustiventris
Pegomya angustiventris är en tvåvingeart som först beskrevs av Stein 1918.  Pegomya angustiventris ingår i släktet Pegomya och familjen blomsterflugor.
Artens utbredningsområde är Taiwan. Inga underarter finns listade i Catalogue of Life.